# Kjóvadalur
Kjóvadalur er en dal i bygden Sørvágur på øen Vágar i det vestlige Færøerne. Navnet kan oversættes til Kjóvgis dal. Kjóvgi er det færøske navn for fuglearten kjover (stercorariidae).
Floden Skipá rinder gennem Kjóvadalur og oven over dalen ligger fjeldet Nónfjall.